# ملندونیو
ملندونیو (به ایتالیایی: Melendugno) یک کومونه در ایتالیا است که در استان لچه واقع شده‌است.

## خصوصیات
ملندونیو ۹۱ کیلومترمربع مساحت و ۹٬۹۲۴ نفر جمعیت دارد و ۳۶ متر بالاتر از سطح دریا واقع شده‌است.

## نگارخانه

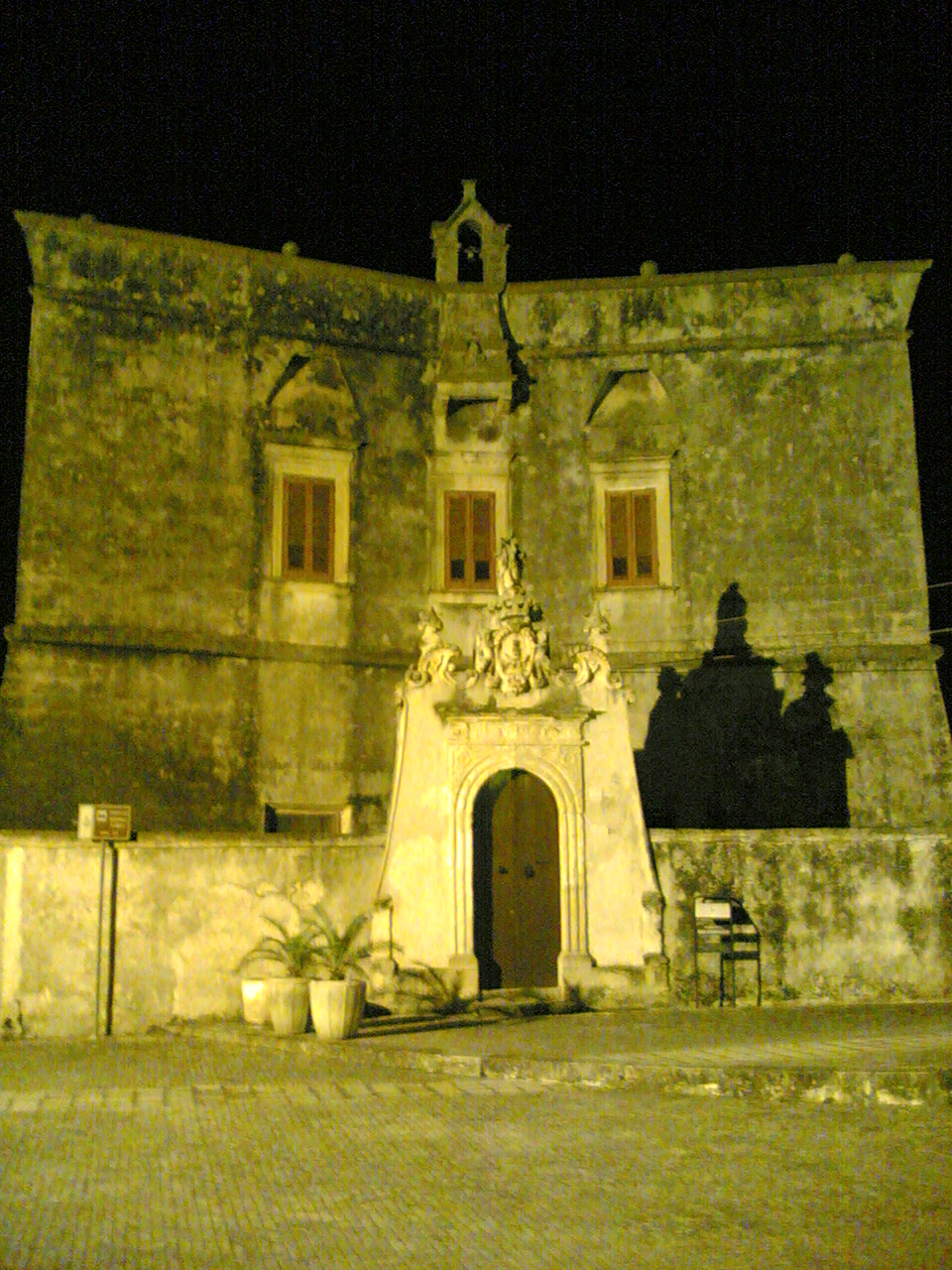
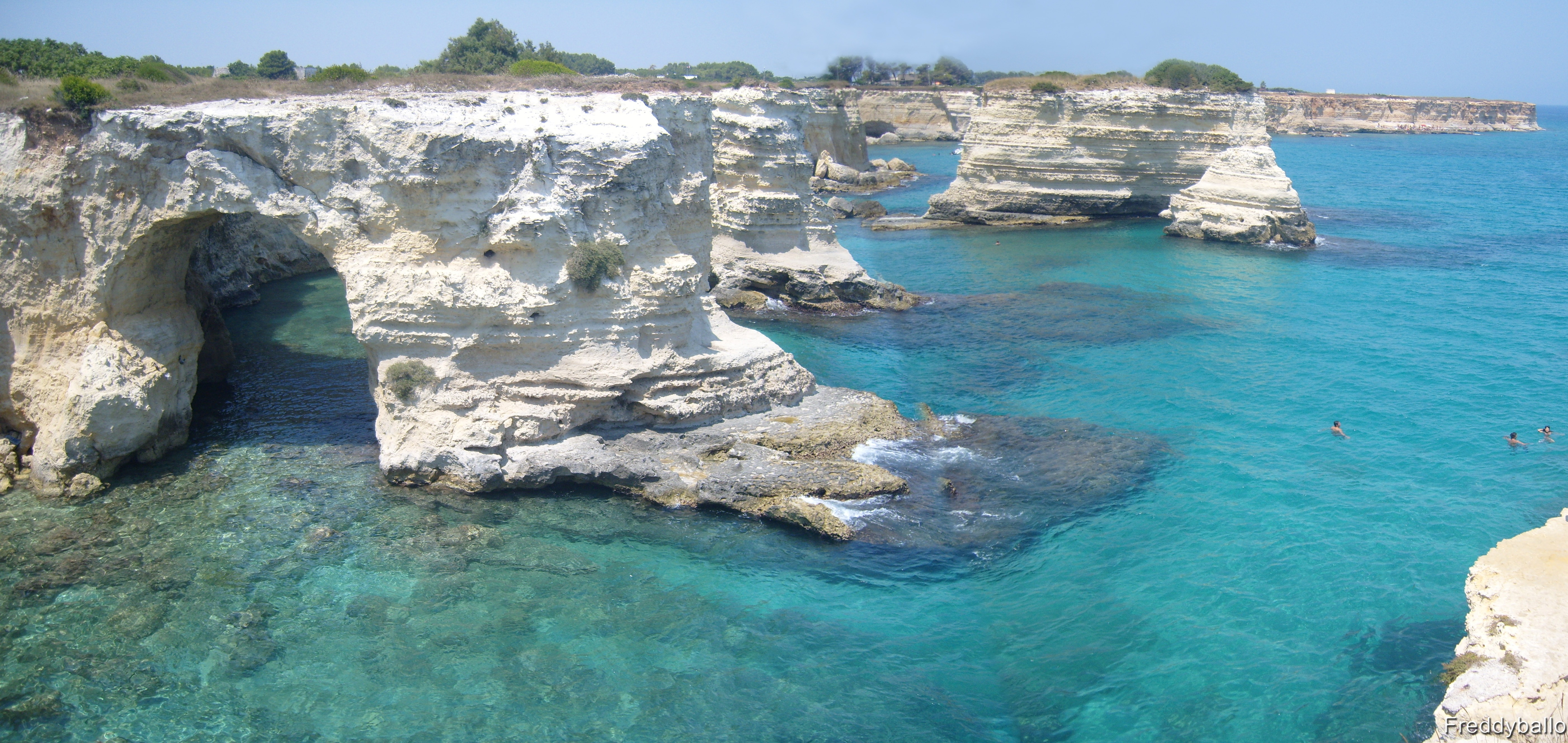